# 100 Deeds for Eddie McDowd
100 Deeds for Eddie McDowd is een Amerikaanse komische televisieserie, die liep van 1999 tot 2002. Ze werd geproduceerd door Fireworks Entertainment en Lynch Entertainment voor Nickelodeon.
De uitzendingen waren op The N van april 2002 tot maart 2004.

## Verhaal
De serie draait om Eddie McDowd, een 16-jarige tiener die graag ruzie zoekt. Hij wordt door een mysterieuze man veranderd in een hond als straf voor zijn vele slechte daden. Pas na het verrichten van 100 goede daden zal hij weer een mens worden.
Eddie belandt in het huis van Justin Taylor, een jongen die vaak door Eddie gepest werd en de enige is die met Eddie kan praten nu hij een hond is. Met enige tegenzin besluit Justin Eddie bij te staan in zijn pogingen 100 goede daden te doen.

## Rolverdeling
| Rol                     | Acteur                                              |
| ----------------------- | --------------------------------------------------- |
| Eddie McDowd (als mens) | Jason Dohring                                       |
| Eddie McDowd (als hond) | Rowdy                                               |
| Eddie McDowd (stem)     | Seth Green (seizoen 1) Jason Hervey (seizoen 2 & 3) |
| The Drifter             | Richard Moll                                        |
| Justin Taylor           | Brandon Gilberstadt                                 |
| Gwen Taylor             | Morgan Kibby (seizoen 1)                            |
| Doug Taylor             | William Francis McGuire                             |
| Lisa Taylor             | Catherine MacNeal                                   |
| Sariffa Chung           | Brenda Song                                         |
| Tori                    | Melanee Murray (seizoen 2 & 3)                      |
| Spike Cipriano          | Danny Tamberelli                                    |
| Salli (stem)            | Joe Piscopo                                         |
| Brenda May              | Diane Delano                                        |
| Flaco                   | Josh Hammond                                        |
| Agt. Elizabeth Marcus   | Julie Michaels                                      |